# Castello di Hawarden
Hawarden Castle si riferisce sia alle rovine di un castello (Hawarden Old Castle) nel Flintshire (Galles) e anche alla casa dell'ex primo ministro britannico William Ewart Gladstone. Entrambi i luoghi sono vicini alla città di Hawarden.
L'epoca dell'antico castello è indeterminata e potrebbe risalire a fortificazioni dell'Età del ferro. Il castello normanno (costruito secondo il modello Motte-and-bailey) venne distrutto e rapidamente ricostruito nel XIII secolo, periodo durante il quale rivestì un ruolo importante durante la lotta gallese per l'indipendenza. Dopo la Guerra civile inglese nel XVII secolo il castello venne distrutto.
New Hawarden Castle è l'ex tenuta di Gladstone, che prima era appartenuta alla famiglia della moglie, Catherine Glynne. Il vecchio castello si trova nella tenuta. L'attuale residenza fu costruita nel 1752. Gladstone l'occupò fino alla morte (1898). A tutt'oggi la proprietà è della famiglia Gladstone.